# NGC 1351A
NGC 1351A is een balkspiraalstelsel in het sterrenbeeld Oven. Het hemelobject ligt in de buurt van NGC 1351.

## Synoniemen
- PGC 12952
- ESO 358-9
- MCG -6-8-21
- FCC 67